# Bimota YB8
La Bimota YB8 è una motocicletta costruita dalla casa motociclistica italiana Bimota dal 1990 al 1994.

## Descrizione
Presentata ad EICMA nel 1989, la YB8 montava un motore a quattro cilindri in linea a quattro tempi da 1002 cm³ alimentato da quattro carburatori Mikuni da 36 mm di diametro, derivato direttamente da quello montato sulla FZR 1000 Exup, attraverso un accordo di fornitura tra il costruttore italiano e quello nipponico.
Questo motore, che svolge anche funzione strutturale, è circondato da un telaio perimetrale in alluminio a sezione quadrata. La frenata è assicurata da un sistema fornito dalla Brembo, grazie a due dischi da 320 mm di diametro all'anteriore morsi da pinze assiali a quattro pistoncini e un disco da 230 mm di diametro al posteriore coadiuvato da una pinza a doppio pistoncino. Sia la forcella telescopica da 42 mm all'avantreno che il monoammortizzatore al retrotreno sono della Marzocchi. I cerchi a tre razze in alluminio sono della Oscam.

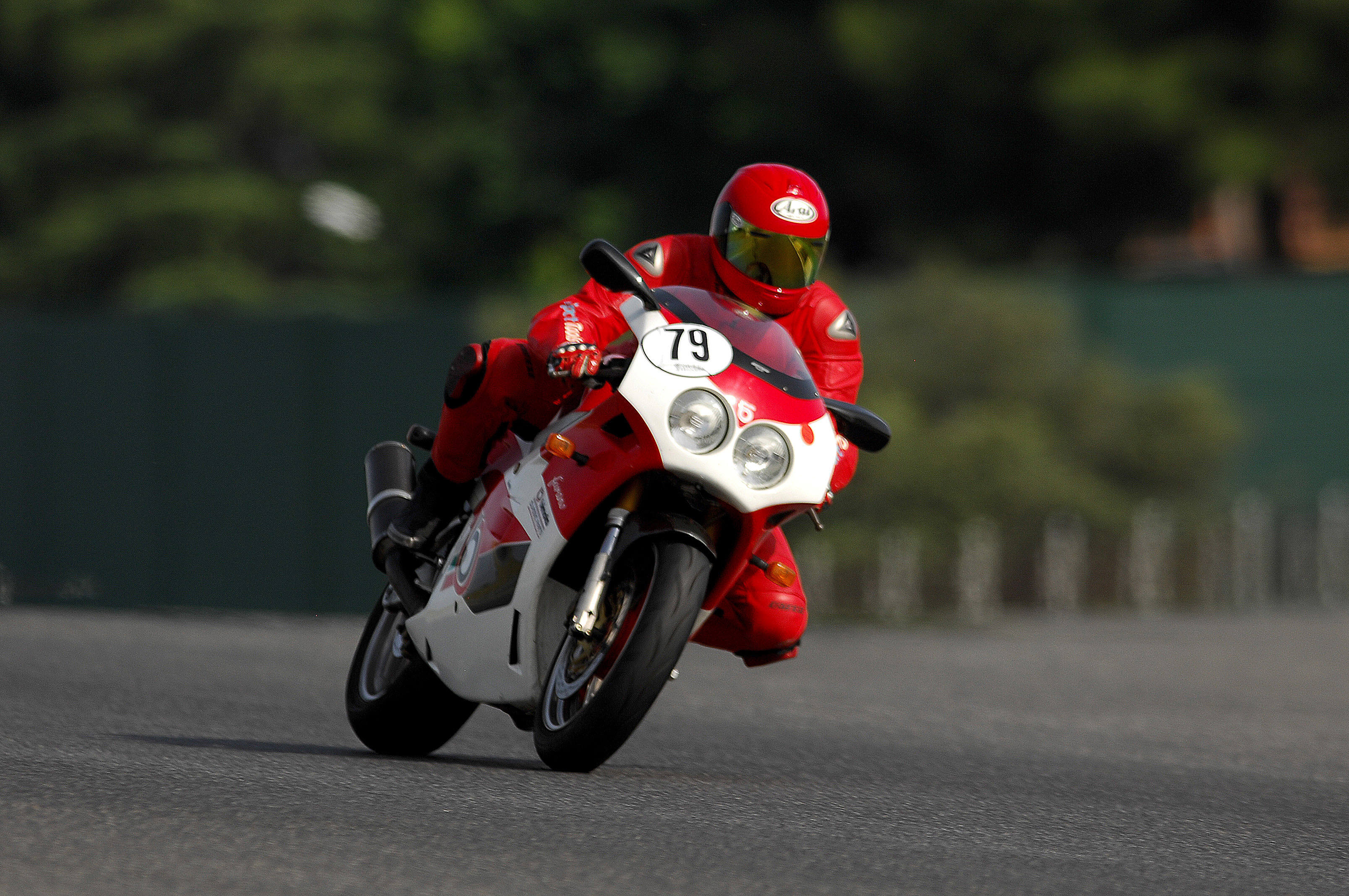
Bimota Furano

## Evoluzione

### YB8 Furano
Nel 1992 Bimota ha introdotto una versione aggiornata chiamata YB8 Furano, dal nome di un vento che soffia sul mare Adriatico nei pressi di Rimini. In questa versione i carburatori sono sostituiti da un sistema ad iniezione elettronica Weber Marelli. La potenza aumenta a 164 CV a 10500 giri/min.
La parte del ciclo adotta una forcella e un ammortizzatore Öhlins. La pinza del freno posteriore guadagna un secondo pistoncino e il peso a secco è stato ridotto di 5 kg.

### YB8 E
Nel 1993 Bimota ha presentato un terzo allestimento, un compromesso tra la versione standard YB8 e la Furano, denominata YB8 E (che sta per evoluzione). Il motore conserva l'iniezione elettronica del carburante della Furano, mentre la parte ciclistica utilizza sospensioni Marzocchi e la pinza freno posteriore a pistoncino singolo della YB8.